# ワーク・ソング (尾藤イサオのアルバム)
『ワーク・ソング』は、日本のロカビリー歌手である尾藤イサオが、ジャッキー吉川とブルー・コメッツの伴奏によって制作し、1966年に東芝音楽工業からリリースしたソロとしてのファースト・アルバム。
松尾実の日本語詞によるタイトル曲「ワーク・ソング」をはじめ、洋楽の日本語カバー曲を中心に、「涙のギター」などオリジナル楽曲も加えた編成となっている。
2008年にボーナス・トラックを含むCDとして再発売された。

## トラック・リスト
1. ワーク・ソング
2. 蜜の味
3. 恋の苦しみ
4. グリーン・グリーン
5. ローラに好きだと云ってくれ（英語版）
6. 泣かずに笑って
7. 孤独の町
8. ロックン・ロール・ミュージック
9. ユー・アー・マイ・サンシャイン
10. 悲しき願い
11. 涙のギター
12. ダイナマイト
13. 泣かせるあの娘（ボーナス・トラック）
14. センチメンタル波止場（ボーナス・トラック）
15. 銀の十字架（ボーナス・トラック）
16. 七首マッキー（ボーナス・トラック）
17. 悲しき願い（ボーナス・トラック）
18. あしたのジョー（ボーナス・トラック）